# Phillip Mitsis
Phillip Mitsis, griechisch Φίλιππος Μήτσης (* 20. August 1950) ist ein griechisch-US-amerikanischer Altphilologe und Philosophiehistoriker auf dem Gebiet der antiken Philosophie.
Mitsis erwarb 1974 einen B.A. am Williams College und nahm am Programm freier Studien des Odeion von Athen (Πρόγραμμα Ελευθέρων Σπουδών, Το Ωδείον Αθηνών) teil (1976). Promoviert wurde er 1982 an der Cornell University. Dort war er bereits seit 1977 Instructor of Classics, von 1982 an Assistant Professor, von 1987 an Associate Professor of Classics und von 1990 an Andrew W. Mellon Chair in the Arts and Sciences. 1994 wechselte er als Alexander S. Onassis Professor of Hellenic Culture and Civilization an die New York University. Dort ist er Professor of Classics, Professor of Hellenic Studies und Affiliated Professor of Philosophy. Gastprofessuren führten ihn unter anderem als Distinguished Visiting Professor of Philosophy an die University of Aberdeen (1999) und als Professor of Classics an die Princeton University (2001). Im akademischen Jahr 2012/2013 war er Senior Affiliated Professor in the Humanities (Literature and Philosophy) an der New York University Abu Dhabi. Von 2015 bis 2021 war er ebenda Senior Affiliated Professor in the Humanities (Literature, Philosophy, and Legal Studies). Seit 2015 ist er Global Network Professor an der New York University.
Mitsis arbeitet vor allem zur hellenistischen Philosophie, insbesondere zur Ethik des Epikur und zum Epikureismus sowie zur Stoa.

## Schriften (Auswahl)
- Epicurus’ Ethical Theory. The Pleasures of Invulnerability (Cornell Studies in Classical Philology, Band 48). Cornell University Press, 1988.
  - Überarbeitete und erweiterte französische Fassung: L’Éthique d’Épicure. Les Plaisirs de l'invulnérabilité (Les Anciens et Les Modernes, Études de Philosophie, Band 21) mit einem Vorwort übersetzt von Alain Gigandet und einer neuen Bibliographie von Francesco Verde. Classiques Garnier, 2014.
    - Überarbeitete und erweiterte italienische Fassung der französischen Fassung: La teoria etica di Epicuro. I piaceri dell'invulnerabilità (Studia Philologica, Band 22), herausgegeben und übersetzt von Enrico Piergiacomi. L’Erma di Bretschneider, 2019.
- mit Jenny Strauss Clay und Alessandro Schiesaro (Hrsg.): Mega Nepios: Il Destinatario nell’ Epos Didascalico. In: Materiali e discussioni per l’analisi dei testi classici 31 (1993).
- mit Christos Tsagalis (Hrsg.): Allusion, Authority, and Truth. Critical Perspectives on Greek Poetic and Rhetorical Praxis (Trends in Classics, Supplementary Volume 7). De Gruyter, 2010.
- mit Ioannis Ziogas (Hrsg.): Wordplay and Powerplay in Roman Literature (Trends in Classics, Supplementary Volume 36). De Gruyter, 2016.
- La libertà, il piacere, la morte. Studi sull'Epicureismo e la sua influenza (Biblioteca di Testi e Studi 1222), herausgegeben und übersetzt von Enrico Piergiacomi. Carocci, 2018.
- (Hrsg.): The Oxford Handbook of Epicurus and Epicureanism. Oxford University Press, 2020.
- Ratio certe cogit. La teoria etica e politica degli Stoici. Übersetzt von Enrico Piergiacomi. La Sapienza Editrice, 2021.
- Natura aut voluntas? Recherches sur la pensée politique et éthique hellénistique et romaine et son influence. (Philosophie hellénistique et romaine, Band 11). Brepols, Turnhout 2021.